# 羽仁元胤
羽仁 元胤（はに もとたね）は、安土桃山時代から江戸時代にかけての武将。毛利氏の家臣で、長州藩士。

## 生涯
生年は不明だが、毛利氏家臣である羽仁就智の嫡男として生まれる。
毛利輝元と秀就の2代に仕え、慶長2年（1597年）2月11日に輝元から「美濃守」の受領名を与えられる。
慶長17年（1612年）7月27日に父・就智が死去すると後を継いだが、元胤も慶長18年（1613年）6月16日に死去。子の元直が後を継いだ。